# Бабенко, Нина Ивановна
Нина Ивановна Бабенко, в девичестве — Срибна (укр. Ніна Іванівна Бабенко; 29 октября 1939 года, село Шевченково, Решетиловский район, Полтавская область, Украинская ССР — 18 сентября 2009 года, там же) — колхозница, заведующая молочнотоварной фермой колхоза имени Жданова Решетиловского района Полтавской области, Украинская ССР. Герой Социалистического Труда (1966). Депутат Верховного Совета УССР 6 — 8 созывов.

## Биография
Родилась 29 октября 1939 года в крестьянской семье в селе Шевченково Решетиловского района. В 1954 году окончила семилетнюю школу в родном селе, после чего работала телятницей и с 1957 года — дояркой в колхозе имени Жданова Решетиловского района. Ежегодно перевыполняла план. В 1958 году надоила от каждой коровы в среднем по 4004 килограмм молока, в 1959 — по 5559 килограмм и в 1960 году — по 6754 килограмм.
Получила среднее специальное образование, окончив Хомутецкий зоотехнический техникум. С 1964 года заведовала молочнотоварной фермой. Указом Президиума Верховного Совета СССР от 22 марта 1966 года удостоена звания Герой Социалистического Труда «за достигнутые успехи в развитии животноводства, увеличении производства и заготовок мяса, молока и другой продукции».
Участвовала во всесоюзной Выставке ВДНХ. Избиралась депутатом Верховного Совета УССР 6 — 8 созывов от Решетиловского избирательного округа, делегатом XXIV съезда КПСС.
В 1994 году вышла на пенсию. Проживала в родном селе. Умерла в сентябре 2009 года.

## Награды
- Герой Социалистического Труда
- Орден Ленина
- Орден Трудового Красного Знамени
- Золотая и серебряная медаль ВДНХ